# Lambulodes sericeoides
Lambulodes sericeoides är en fjärilsart som beskrevs av Rothschild 1912. Lambulodes sericeoides ingår i släktet Lambulodes och familjen björnspinnare. Inga underarter finns listade i Catalogue of Life.